# 2019年龙目岛地震
2019年龙目岛地震是指2019年3月17日发生于印度尼西亚的地震。该次地震震中位于印度尼西亚西努沙登加拉省龙目岛，震级为MW 5.6级，震源深度约为10千米，最大烈度为6(VI)度。
该次地震的震中位于先前于2018年发生的2018年7月龙目岛地震、2018年8月5日龙目岛地震和2018年8月19日龙目岛地震的震中地区。该次地震是龙目岛地区2019年首次震级达5级以上的地震，已造成6人遇难，另有182人受伤（其中25人重伤）。

## 地质背景

### 地质构造

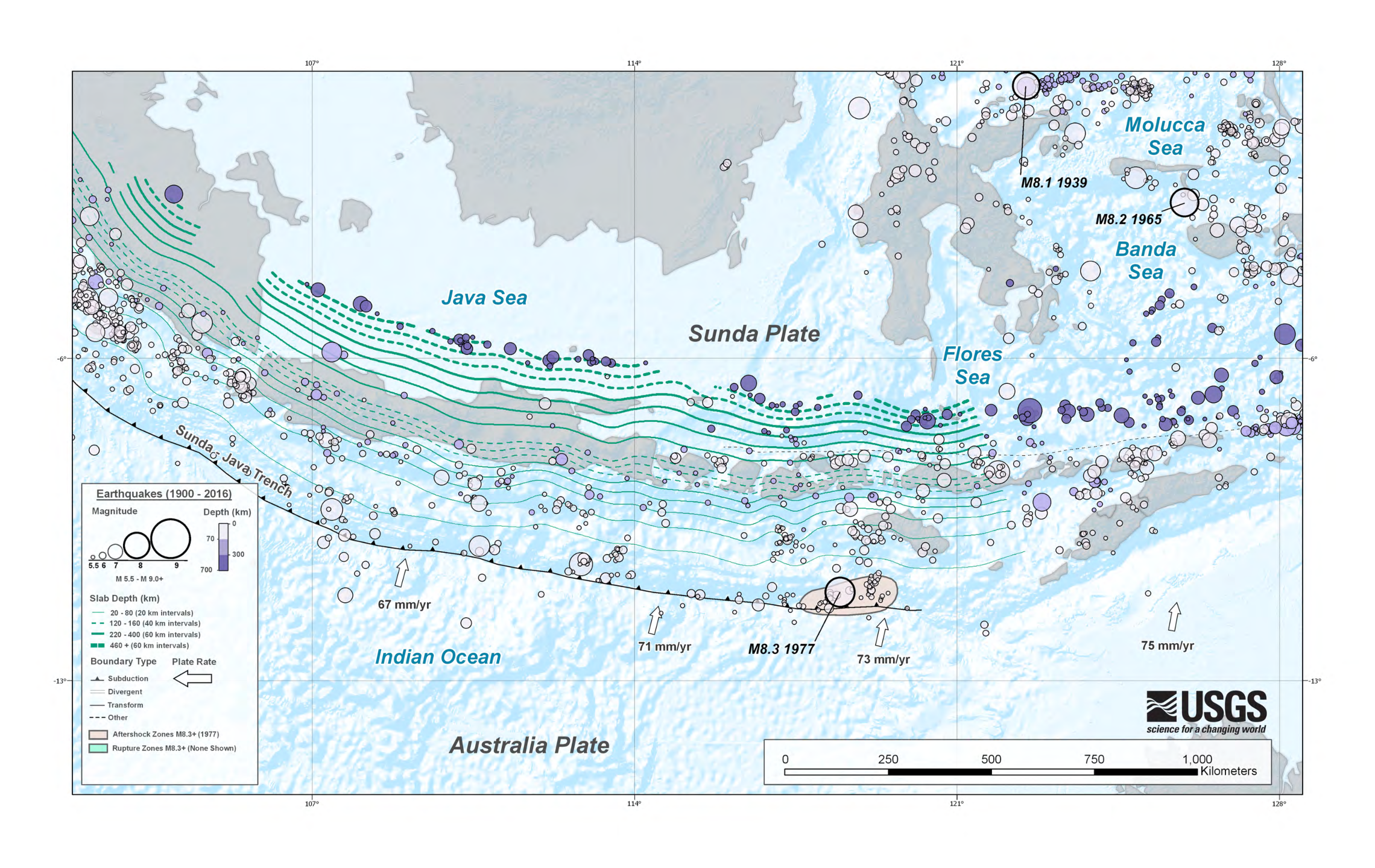
龙目岛及附近地区构造和历史地震简图

印度尼西亚所处地质构造环境属岛弧俯冲型地震构造带，岛弧呈向西南突出的C字形展布。广义而言，印度尼西亚群岛位于欧亚板块、太平洋板块、菲律宾板块和印度-澳洲板块动力碰撞的影响区。印度洋板块以约50~70mm/yr的速度向东北方向位移，与欧亚板块碰撞汇聚于班达弧，形成了巽他—爪哇海沟，并在爪哇和苏门答腊陆块之间形成了长达3000千米的断裂带和火山群，这使得印度尼西亚成为地震多发地区。刊载在《〈自然〉地球科学子刊》上的一组研究显示，延伸5500千米从缅甸到北澳大利亚的巽他大型逆冲区内的应力仍待释放，这加大了印尼群岛地区的地震危险性。同时，有印尼建筑师在接受采访时表示，印尼民用建筑缺乏防震规划和管理是造成惨重伤亡的重要原因。他认为，“印尼目前没有法规要求人们建造抗震房屋，也没有多少建筑工人了解抗震建筑。对经济条件较差的农村村民而言，抗震建筑更是遥不可及。”
本次地震震中所处的龙目岛是接近印尼群岛南部巽他板块的构造边界的一个区域，处于弗洛雷斯弧后逆冲断层上。由于龙目岛—巴厘岛—松巴哇岛一线受印度-澳大利亚板块俯冲，地震活动频繁、震害强度大，震害以浅源地震为主，历史地震发震深度在0至20千米之间。由区域层析成像研究指出，印度-澳大利亚板块由此地区俯冲渗透到地幔过渡带区域，具有很强的地震趋势。除此之外，印尼马塔兰大学电机工程学系教授泰提•祖巴达通过分析得出了龙目岛地区是该附近地区的连续正负地磁异常的最强中心之一的结论，龙目岛地区因此也被列为世界地磁异常图第一版中八个最重要的地区之一。

### 历史活动
除本次地震外，该地区附近曾还发生过1977年松巴岛地震、1979年巴厘岛地震、2004年印度洋大地震、2006年5月爪哇地震等多次灾害性地震。其中，2004年12月发生在印度洋东部的规模为Ms 8.7级的大地震是印度洋洋域有观测纪录以来发生的规模最大的地震，也是有史以来震级最高的地震之一。而1979年巴厘岛发生的6.4级地震引起了印度尼西亚地震学界对龙目岛地区的关注。有地震学家指出，印度洋东部洋域具备发生海啸的海洋深度较大、断层上下错动的要件，这一状况十分有利于巨大海啸的发生，因此该地域具有极高的地震海啸危险性。但据马塔兰大学灾害风险管理研究中心的艾柯·普拉乔科查阅史料，得出了龙目岛地区虽然地震风险极大，但因地震引发海啸的可能性不大的结论。

### 地震序列
在此次地震发生前，该地区曾于2018年7月至8月先后3次发生6.5级至7级的地震。

## 参数测定
美国地质调查局测定，该次地震震中位于印度尼西亚西努沙登加拉省龙目岛（南纬8.418度，东经116.521度），震级为MW 5.6级、mb 5.5级、Ms 5.2级，震源深度约为10.0千米。中国地震台网测出的面波震级较美国方面略高，为Ms 5.6级。同时，该局还测定，该次地震震中位于南纬8.47度，东经116.54度，震源深度约为20千米。
亥姆霍兹德国地球科学研究中心推定指，该次地震震中位于龙目岛东北部，震源深度约为10千米。根据推测出的大小为1.6×1017 N·m的地震矩，该局测定震级为MW 5.4级。
美国地质调查局通过震源参数等信息，推测出该次地震的最大烈度为6(VI)度。

## 震害情况
虽然美国地质调查局推定出该次地震的最大烈度为6(VI)度，但实际上6(VI)度圈内没有常住人口。位于5(V)度和4(IV)度的常住人口分别为99.2万人和273.0万人。该局根据在线互联网震感调查页面收集到的60余份震感报告，使用单独计算方法推测出该次地震的最大烈度为5(V)度，较使用震源参数推定出的烈度低。
结合震源参数等数据，美国地质调查局认为因该次地震遇难的总人数不超过1人，同时经济损失不超过1百万美元的可能性最大。然而，根据红十字会与红新月会国际联合会的统计，该次地震造成了6人遇难，另有182人受伤（其中25人重伤）。
受该次地震影响，当地发生了山体滑坡。在6名遇难者中，有3名是因山体滑坡遇难的。其中2名是当时正随旅游团途经东龙目一个瀑布时遇难的马来西亚人，另一人是一名来自当地的14岁男孩。
印度尼西亚社会事务部长称，至少4000栋位于东龙目县的房屋受损。

## 余震活动
在该次地震发生不到2分钟后，震级为mb 5.3级的地震发生。

## 慰问
時任马来西亚首相马哈迪·莫哈末向地震死难者家属致哀，他发推文表示:“我跟进印尼龙目岛地震的最新消息。我对死难者家属深表同情及致哀。需要援助的马来西亚人可联络马来西亚驻印尼大使馆。”